# Guillaume Moingeon
Pour les articles homonymes, voir Moingeon.
Guillaume Moingeon, né le 3 janvier 1961 à Toulouse, est un écrivain français.

## Biographie
Il grandit à Rouen où son père dirigeait une usine agro-alimentaire, après avoir géré une usine américaine de fabrication de tracteurs à Toulouse. Titulaire d’un baccalauréat littéraire, il étudie le droit avant d’entrer au département « Journalisme » de l’IUT (Institut universitaire de technologie) de Tours en 1980. Diplômé de cet établissement en juin 1982, il travaille durant quinze ans en presse régionale ou nationale (La liberté du Morbihan, Presse-Océan/L’Éclair, France 3, Le Parisien...), terminant sa carrière de journaliste au quotidien Le Réunionnais en qualité de rédacteur en chef adjoint, tout en commençant à publier des livres à partir de 1993.
Lorsque Le Réunionnais dépose le bilan, à l’été 1996, Guillaume Moingeon rentre en métropole et s'installe à Vannes.

### Parcours
Guillaume Moingeon est l’auteur de plusieurs dizaines d’ouvrages : romans humoristiques et policiers, recueils de nouvelles, de poésie, théâtre, biographies, témoignages, livres d’histoire, guides touristiques et gastronomiques... Il est aussi nègre littéraire, louant sa plume à des personnalités du sport et du monde politique pour écrire leurs mémoires. Mais il est surtout connu en sa qualité d’inventeur du métier de biographe familial,,, ce qui lui a valu d’obtenir successivement en 1997-1998 le prix Créavenir Bretagne, le « cristal régional de l’innovation » et un prix de la Fondation Vivendi[réf. nécessaire].
Annick Cojean lui a consacré à ce titre une pleine page dans le quotidien Le Monde du 19 octobre 1998. Après quoi l'écrivain est apparu à plusieurs reprises dans les journaux télévisés de 13 h et de 20 h de TF1, France 2 et France 3, dans les grandes émissions de télévision de société (Ça se discute en mai 2000, Vie publique, vie privée, Télématin, etc.) et dans la plupart des quotidiens et hebdomadaires régionaux et nationaux[réf. nécessaire]. Claire Chazal a déclaré de lui en mars 1999 au JT de TF1 : « Guillaume Moingeon est un écrivain talentueux qui explore la société française »[réf. nécessaire]. Jean-Pierre Pernaut a renchéri en mars 2000 au JT de TF1 de 13 h : « Guillaume Moingeon est un jeune Breton qui prête sa plume aux autres pour écrire »[réf. nécessaire].
L'écrivain est le fondateur et animateur du groupe de biographes « Nègres pour inconnus », qui fédère en 2021 près d’une centaine d’auteurs francophones dans le monde, principalement en Europe.

## Œuvres
Seules sont indiquées ici les œuvres signées ou cosignées par Guillaume Moingeon, à l'exclusion des ouvrages écrits pour autrui en qualité de « nègre littéraire ».
Aux éditions Cheminements, en tant qu’auteur
- Basse mer et autres nouvelles marines, 2000, 271 p. (ISBN 2-84478-071-7, lire en ligne ).
- La graine et le sillon : histoire de la Mutualité sociale agricole du Morbihan, 2000, 388 p. (ISBN 2-84478-116-0, lire en ligne)  (extrait sur Gallica).
- Paroles de Bretonnes : 15 témoignages recueillis, 2001, 269 p..
- Artisans Bretons (témoignages) 2002
- Femmes de marins (témoignages) 2003
- Le passage de l’Île aux Moines (histoire) 2003
- Crimes en Bretagne (histoire : vraies affaires criminelles) 2005
- Corps morts dans le golfe (roman policier) 2007

Aux éditions Cheminements en qualité de coauteur
- Un Breton en Indochine (avec Jean le Morillon) (témoignage historique) 2000
- Ma vie en rouge (avec Colette Morel) (témoignage historique) 2004
- Le triskell et l’écharpe (avec Yves Guilloux) (témoignage) 2004
- Le sang de la liberté (avec Marcel Guenot) (témoignage historique) 2006
- Chemins creux et sabots de bois (avec Adolphe Bertho) (témoignage historique) 2006

Aux éditions Arsis, en qualité de coauteur avec Jean-Claude Valomet
- Foi de bénévole (témoignage) 2008

Aux éditions L’àpart, en qualité de coauteur
- 15 ans au GIGN (témoignage, avec Éric Delsaut) 2011
- Un curé de Bretagne (témoignage, avec Eugène Noël)  2012
- 13 énigmes historiques en Bretagne (avec Julien Derouet et Pierre Billaud) 2013
- Un Breton en Indochine (réédition - témoignage historique, avec Jean Le Morillon) 2013

Aux éditions L’àpart en qualité d’auteur
- Crimes en Bretagne (réédition - histoire) 2011
- Crimes en Bretagne tome II (histoire) 2012
- Paroles de Bretonnes (réédition - témoignages)  2012
- Eaux troubles en Morbihan (roman policier) 2012
- On est tous heureux… mais beaucoup l’ignorent (roman humoristique) 2013

Aux éditions Geste
- Paroles de Bretonnes (réédition) 2015
- Crimes et faits divers en Bretagne (histoire) 2015
- La Bretagne mystérieuse (histoire - avec Julien Derouet et Pierre Billaud) 2015
- Je découvre le golfe du Morbihan - 2016
- Je découvre Vannes - 2016
- Breizh châtiment, le 13e vénérable - 2019
- Breizh vindicte - 2020
- Breizh confessions - 2021
- Breizh vendetta - 2022[6]

Aux éditions Le lys bleu
- Quelque part, une vague (poésie) - 2023[7]